# Greywalls (Dundee)
Greywalls, auch Gray Walls, ist eine Villa in der schottischen Stadt Dundee in der gleichnamigen Council Area. 1965 wurde das Bauwerk in die schottischen Denkmallisten in der höchsten Denkmalkategorie A aufgenommen.

## Beschreibung
Der schottische Architekt Patrick Thoms plante und baute Greywalls im Jahre 1929 für sich selbst. Die späte Arts-and-Crafts-Villa steht abseits der Perth Road am Westrand des Magdalen Greens westlich des Stadtzentrums von Dundee. Sie ist asymmetrisch aufgebaut. Das Mauerwerk des zweistöckigen Gebäudes besteht aus Bruchstein mit Natursteineinfassungen. Die rundbogige Eingangstüre befindet sich an der nordexponierten Hauptfassade. Aus der Fassade tritt ein runder Treppenturm heraus, der mit Kegeldach und Wetterhahn schließt. Links schließt sich ein kleiner, einstöckiger Flügel mit Halbwalmdach an. An der Südfassade tritt ein Kreuzgiebel mit einer zweistöckigen gerundeten Auslucht heraus. Links des Giebels befindet sich eine Loggia mit quadratischen und runden Säulen. Darauf sitzt ein Balkon mit pseudo-bewehrter Brüstung. Links tritt ein wuchtiger Giebel heraus. Das abschließende Halbwalmdach ist mit großen Steinschindeln eingedeckt.